# Runs
Die Begriffe Runs bzw. Runz bezeichnen im alemannischen Sprachraum Wasserläufe bzw. -gräben, die von Menschen zur Be- oder Entwässerung oder z. B. zum Mühlenbetrieb durch Wasserkraft angelegt wurden.

## Beispiele (Auswahl)

### Deutschland
- Südbaden: 
  - Hügelheimer Runs[1]
  - Renkenruns

### Frankreich
- Mehrere Wasserläufe im Oberelsass, alle in die Thur mündend:
  - Altenbachrunz
  - Altrainrunz
  - Bachmattrunz
  - Bruscherrunz
  - Farcellrunz
  - Frenzlochrunz
  - Gottrunz
  - Großrunz
  - Herzrunz
  - Kleinrunz
  - Kuhlaegerrunz
  - Mittelbachrunz
  - Rimbachrunz
  - Runscherunz
  - Schalmrunz
  - Silberlochrunz
  - Steinbyrunz
  - Steinlerunz
  - Tieferunz
  - Veidruntz
  - Waldrunz

### Schweiz
Im Kanton Graubünden ist Runs ein häufiger rätoromanischer Flurname:
- Runs und Runs Sura, Ortschaften in der Gemeinde Sumvitg auf der Strecke nach Rabius
- Delta des Bachs Drun da Bugnei östlich von Sedrun, Gemeinde Tujetsch
- Ortsgegend oberhalb Latsch, Gemeinde Bergün/Bravuogn
- Ortsgegend in der Gemeinde Laax
- Ortsgegend in der Gemeinde Siat
- Ortsgegend in der Gemeinde Waltensburg/Vuorz
- Zwei Ortsgegenden in der Gemeinde Medel (Lucmagn)
- Weiler südöstlich von Camuns, Gemeinde Suraua